# Kolimer (Lopare)
Pour les articles homonymes, voir Kolimer.
Kolimer (en serbe cyrillique : Колимер) est un village de Bosnie-Herzégovine. Il est situé dans la municipalité de Lopare et dans la république serbe de Bosnie. Selon les premiers résultats du recensement bosnien de 2013, il ne compte aucun habitant.
Avant la guerre de Bosnie-Herzégovine, le village faisait entièrement partie de la municipalité de Tuzla ; après la guerre, son territoire a été partiellement rattaché à la municipalité de Lopare, intégrée à la République serbe de Bosnie.

## Démographie

### Évolution historique de la population dans la localité
| 1948 | 1953 | 1961 | 1971 | 1981 | 1991 | 2013 |
| ---- | ---- | ---- | ---- | ---- | ---- | ---- |
| -    | -    | 315  | 328  | 361  | 315  | 0    |

|  |